# الزهور (مجلة)
مجلة الزهور هي مجلة شهرية عربية في القاهرة من عام 1910 حتى عام 1913. في المجمل، هناك 40 قضية. وكان المحرر أنطون الجميّل (1887-1948) قد شارك بالفعل في إصدار مجلة البشير [الإنجليزية] البيروتية وصحيفة الأهرام المصرية.
كان الأدب والفن محور الاهتمام الرئيس حيث حاولت المجلة بشكل رئيس دعم المؤلفين الشباب وتحسين العلاقة بين الكتاب العرب من مختلف المناطق. بالإضافة إلى ذلك أرادت الزهور أن تحافظ على التوازن بين الأدب الأوروبي والأدب العربي المعاصر مثل بعض المجلات الشعبية الأخرى التي ظهرت في وقت لاحق.
إلى جانب النقد الأدبي ومراجعة الكتب والأخبار عن الحياة الأدبية في مصر، فإن المؤلفين يقفون من أجل إنشاء المسرح المصري والنهوض به. وكانت مجلة الزهور أول مجلة تنشر في سلسلتها مسرحية لشكسبير وهي مسرحية يوليوس قيصر. حتى عام 1913، نظمت المجلة العديد من المسابقات الكتابية التي ساعدت في تحقيق المزيد من الشعبية. وفي نهاية المطاف تمكنت الزهور من إضافة مساهمة كبيرة إلى الحياة الأدبية المصرية.